# 長岡山の戦い
長岡山の戦い（ながおかやまのたたかい）は、戊辰戦争のひとつ秋田戦争（秋田庄内戊辰戦争）で、庄内藩と桑名藩の連合に対し薩摩藩を主力とする新政府軍が長岡山（山形県寒河江市）にて衝突した戦いである。
9月19日に庄内藩はすべての前線を引き払って、本国への撤収命令を出していた。それに伴い寒河江の隊も撤退の準備を進めていたが、新潟を転戦してきた桑名・庄内軍に新政府軍が追いついたことにより起こった戦闘である。

## 戦いの経緯
桑名藩主の松平定敬率いる桑名兵の京都所司代と、兄で会津藩主の松平容保率いる会津兵の京都守護職の両藩兵が、幕末の動乱にあった京都の警護に当たっていた。大政奉還で徳川政権が倒れると、両藩はその任を解かれて帰藩を命じられた。しかし、桑名城は薩摩・長州軍に包囲されていたので帰ることができなかった桑名兵は、会津藩を頼って海路で越後に行き、4月27日に柏崎に上陸し、会津戦争に加勢した。定敬は会津と運命をともにしようとしたが、容保がそれを許さなかったので、定敬は函館に向かった。藩兵は庄内軍を頼って北上した。
米沢藩がすでに降伏していたので、庄内軍が出羽国寒河江を警護していると聞いて、合流するために町田老之丞、立見鑑三郎の率いる桑名本隊は、8月25日に塩川を出発した。
途中、福島城にいた藩主・松平定敬に会うために米沢に向かおうとしたが、米沢藩はすでに降伏しており、鎮撫軍が峠を厳重に警備していたので、変更して福島城に向かい、27日に大塩と檜原に分宿した。9月9日に土湯峠を越えて、11日夜福島城下につくと、藩主には一歩違いで会えなかった。
福島城で、庄内藩士・中村七郎右衛門隊と再会して合流する。ともに鎮撫軍と戦うため、庄内藩が進出していた寒河江に向かって、13日に福島を出発する。笹谷峠を越えて、16日に山形城に着く。さらに山形街道（寒河江街道）を北上して、19日寒河江に着く。庄内藩は三番・五番銃隊、桑名藩は神風隊を左沢（西村山郡大江町左沢）に分遣して、寒河江には桑名藩のうち雷神隊・致人隊の二隊が残った。4小隊合計約300人が寒河江に宿営していた。

### 寒河江での戦闘

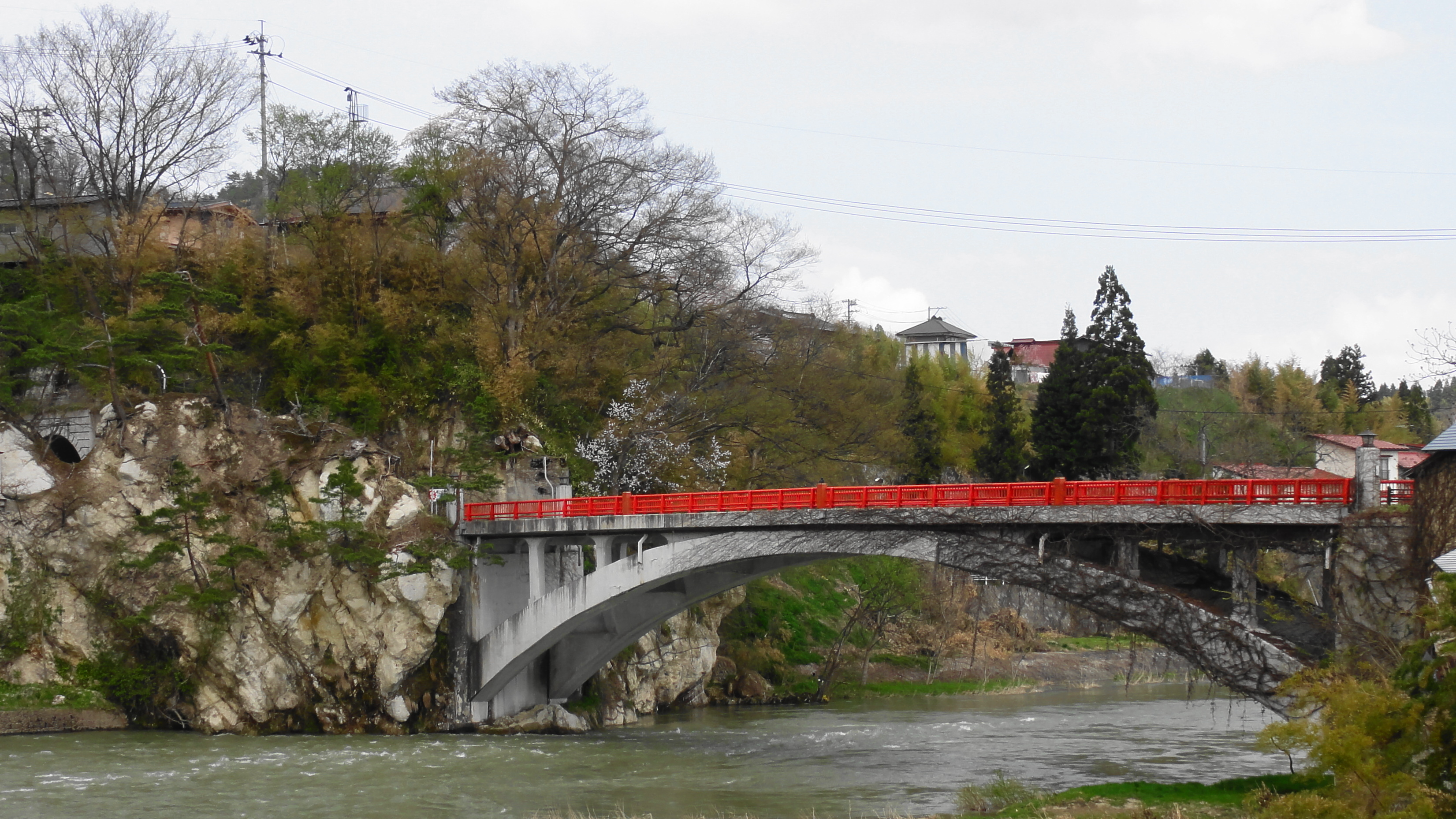
臥竜橋

9月18日朝、米沢藩主・上杉茂憲が率いる米沢兵を先鋒として、西郷隆盛率いる新政府軍（参謀黒田清隆）が鶴岡城攻略のために出発した。9月20日払暁、寒河江に到達した。その日は、濃霧が町を覆って視界不良の状態であった。桑名兵と庄内兵は、朝食の最中に新政府軍に急襲された。
土地勘がある庄内兵は、すぐに西北の長岡山に引き上げた。桑名兵は立見鑑三郎の指揮で沼川沿いに陣を敷いたが、圧倒的な新政府軍の攻撃に損害が増加し、霧の中で唯一見える長岡山に兵を引きあげた。そして庄内隊と桑名隊が合流し、守備戦線を築く。霧が晴れると再び新政府軍の猛攻が始まり、防衛戦を展開するが、午後になると新政府軍に包囲された。庄内兵・桑名兵は包囲網を突破して、さらに北西の白岩（寒河江市白岩）方面に脱出した。
ここで、左沢にいた桑名藩の神風隊が援軍に到着して、寒河江川に架かる臥龍橋を挟んで、2時間ほど銃撃戦を展開した。しかし退路を断たれることを恐れて、銅山越の山道を通り、夜間行軍で肘折温泉（最上郡大蔵村肘折）に引き上げ、庄内藩の領内に逃れた。

## 庄内藩降伏

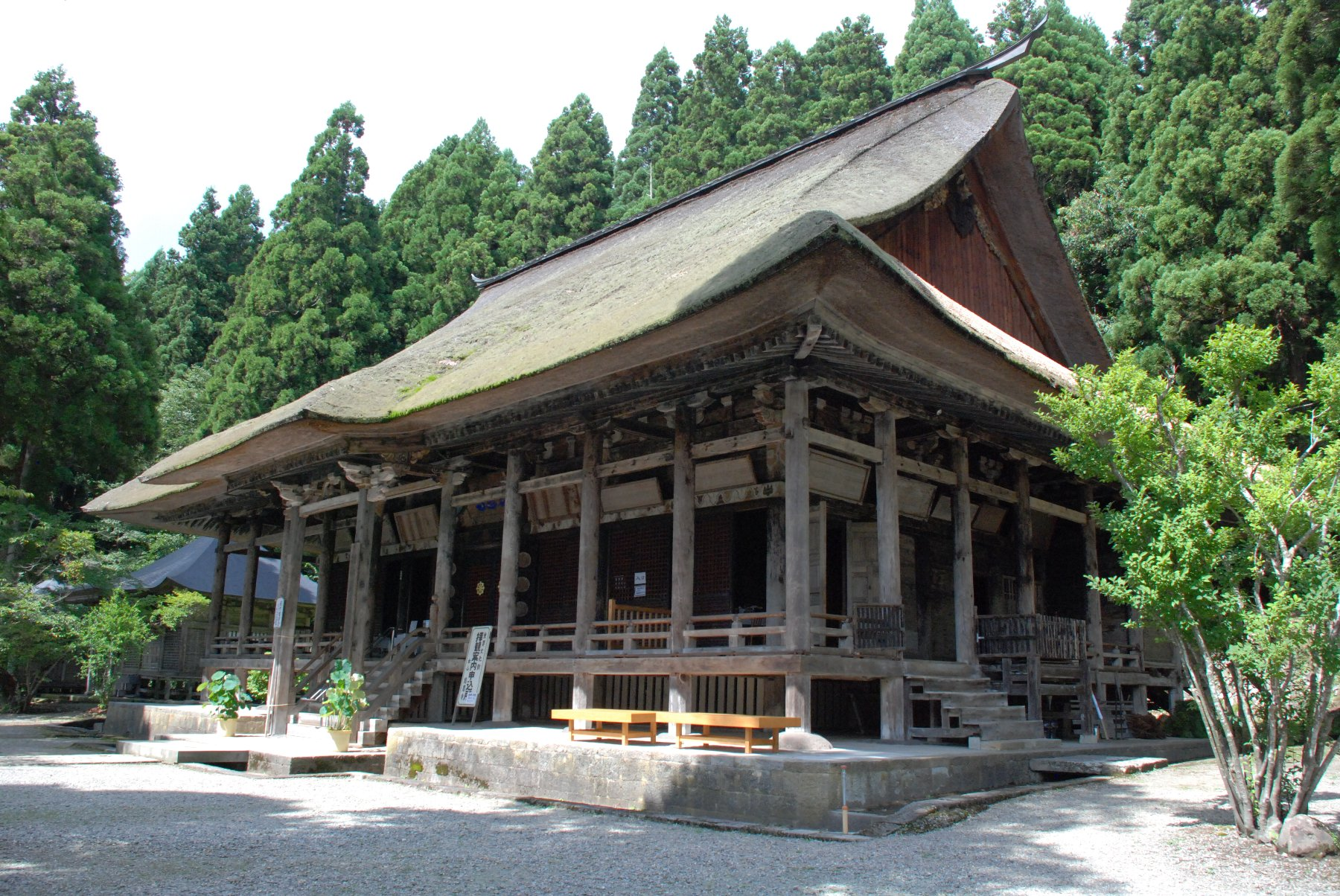
慈恩寺本堂

20日夜、西郷と黒田は白岩に宿泊して、翌21日に慈恩寺を通って、谷地に出て宿泊し、22日谷地を出て西部街道を経て、新庄方面に向かった。西郷、黒田たちと分かれた米沢藩を主力とした別隊は、海味（西川町海味）に参謀局（本部）を置き、23日米沢藩・薩摩藩の隊が志津（西川町志津）に進軍して庄内軍と対峙したが、戦闘はなかった。米沢藩が庄内藩に和睦を勧める使者を出した。
23日、庄内藩の使者が米沢藩の先導で海味に来て、参謀局に降伏謝罪の嘆願書謄本を提出した。25日に古口（最上郡戸沢村古口）の鎮撫軍の本営で参謀黒田清隆に面会し、降伏を申し出た。西郷隆盛・黒田清隆ら鎮撫軍は鶴岡城に入る。
一方、鎮撫軍の先鋒を命じられていた米沢藩主・上杉茂憲は、23日に後衛を志津に残して本隊を引き上げた。

## 墓碑

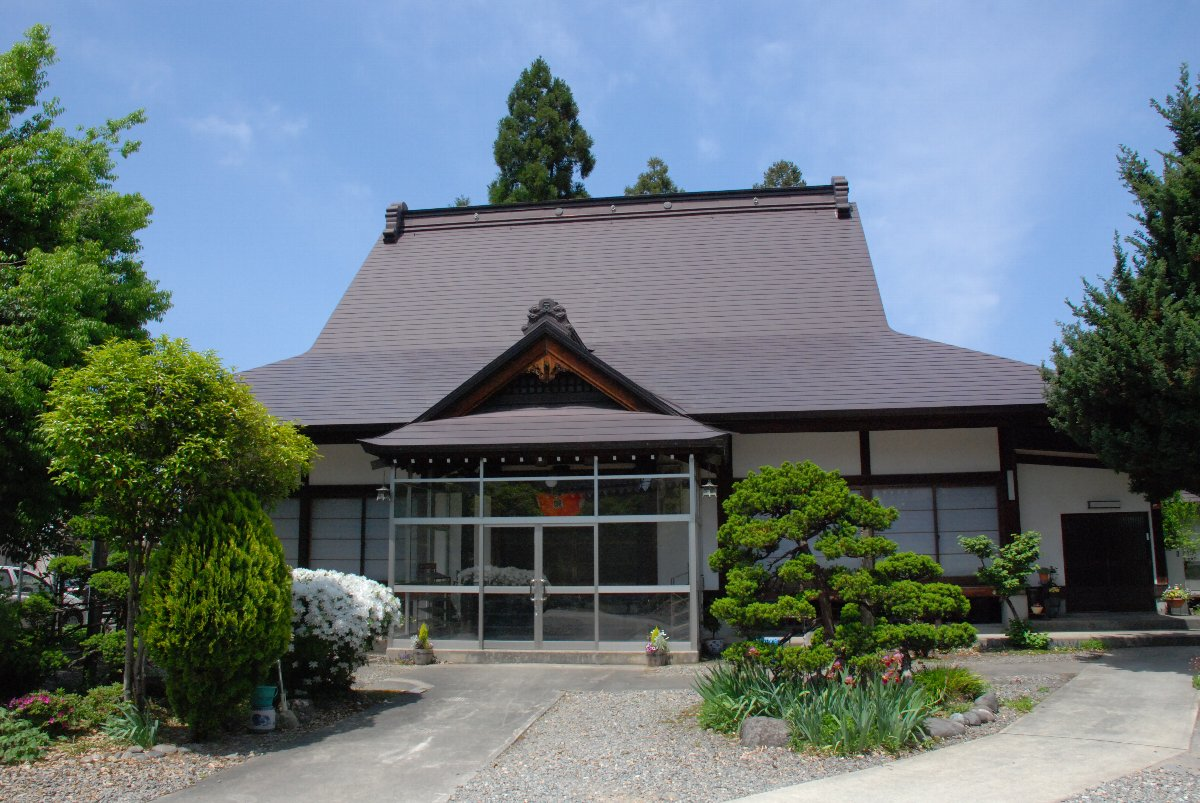
陽春院

戦後、桑名藩士の戦死体は野ざらしにされたが、戦場の近くの住職が陽春院（寒河江市）で荼毘に付した。陽春院の一角には桑名藩士20名が合祀された墓碑がある。